# Andrzej Hanich
Andrzej Hanich (ur. 12 maja 1951 w Opolu) – ksiądz prałat prof. dr hab., profesor zwyczajny w Instytucie Śląskim w Opolu, proboszcz w Prószkowie i Przysieczy.

## Życiorys
Andrzej Hanich urodził się 12 maja 1951 r. w Opolu. Święcenia kapłańskie przyjął również w Opolu 18 maja 1975. W latach 1975–1977 był wikariuszem parafii św. Wawrzyńca w Strzelcach Opolskich. W latach 1977–1999 był notariuszem opolskiej Kurii Diecezjalnej i sekretarzem biskupa opolskiego, abpa Alfonsa Nossola – od 1993 r. w randze radcy Kurii Diecezjalnej. W latach 1989–1999 był przedstawicielem Kurii Diecezjalnej w Opolu do bieżących kontaktów z władzami państwowymi szczebla wojewódzkiego oraz rzecznikiem prasowym Kurii Diecezjalnej w Opolu.
Brał czynny udział w organizacji pielgrzymki papieża Jana Pawła II na Górę św. Anny 21 czerwca 1983 r. oraz Mszy Pojednania polsko-niemieckiego w Krzyżowej 12 listopada 1989.
Aktywnie uczestniczył w tworzeniu nowego ładu demokratycznego w województwie opolskim po przełomie politycznym roku 1989.

## Działalność w latach 90. XX w.
W latach 1992–1993 z ramienia Kurii Diecezjalnej w Opolu był członkiem pierwszej tzw. komisji pomnikowej (państwowo-kościelnej), powołanej do nadania bardziej stonowanej, chrześcijańskiej wymowy kilkudziesięciu niemieckim pomnikom wojennym wybudowanym wówczas na Opolszczyźnie przez mniejszość niemiecką dla upamiętnienia swoich bliskich, poległych jako żołnierze niemieccy w I i II wojnie światowej. W późniejszym czasie prowadził z powodzeniem, mediację pomiędzy władzami wojewódzkimi, ambasadą RFN w Warszawie, konsulem generalnym RFN we Wrocławiu a władzami gminy Łambinowice w sprawie znalezienia kompromisowej formuły inskrypcji na wzniesionym w 1995 r. pomniku ofiar działającego po II wojnie Obozu Pracy w Łambinowicach.
W latach 1990–1995 był kapelanem wojewódzkim Państwowych Straży Pożarnych na Opolszczyźnie, a w latach 1998–2001 członkiem Rady Programowej publicznego Radia „Opole”.
W latach 1993–2003 był założycielem i pierwszym dyrektorem opolskiego radia diecezjalnego – radio funkcjonowało od 1994 r. najpierw jako Diecezjalne Radio „Góra św. Anny”, a po zmianie nazwy rozgłośni w 1998 r. jako Radio „PLUS” Opole, zaś po kolejnej zmianie nazwy w 2014 r. – jako Radio „Doxa”, na którego potrzeby pozyskał w 1994 r. znaczne środki finansowe z Fundacji Współpracy Polsko-Niemieckiej oraz od prywatnych sponsorów. Zorganizował sieć sześciu nadajników i anten radiowych rozmieszczonych na całym obszarze Opolszczyzny (w Brzeziu k. Dobrzenia Wielkiego, w Wysokiej k. Góry św. Anny, w Nysie, Raciborzu, Oleśnie i Dobrodzieniu). Był też organizatorem i redaktorem naczelnym zespołu dziennikarskiego i twórcą koncepcji programowej tego radia (m.in. cosobotniej audycji regionalnej w gwarze śląskiej pt. „Nasz Śląsk”, czy audycji ekumenicznej „Echo ewangelickie”, prowadzonej przez pastora parafii ewangelicko-augsburskiej w Opolu, ks. dr. Mariana Niemca, obecnie biskupa ewangelicko-augsburskiej diecezji katowickiej). Temu radiu przekazał również w darze swoją bogatą, liczącą kilka tysięcy woluminów, prywatną bibliotekę.
Przy okazji budowy obiektu radia udało mu się pozyskać, na mocy ustawy Państwo-Kościół z 1989 r., 47 hektarów ziemi na finansowe zabezpieczenie radia – dochód z jej uprawy ma służyć utrzymaniu rozgłośni diecezjalnej. Udało mu się również pozyskać w tym czasie od gminy Opole na własność Diecezji Opolskiej kompleks trzech starych budynków wraz z gruntem znajdujący się na zapleczu siedziby radia, przy ul. Szpitalnej w Opolu, w którym, po przebudowie, znalazła swoją siedzibę centrala diecezjalnej „Caritas” wraz z nowoczesną biblioteką.
W 1999 r. pomógł mniejszości niemieckiej nabyć na własność budynek przy ul. Krupniczej w Opolu, vis-à-vis siedziby rozgłośni diecezjalnej, w którym mieści się obecnie centrala krajowa wszystkich związków mniejszości niemieckiej w Polsce.
W sierpniu 1997 r. pozyskał z Ministerstwa Kultury i Dziedzictwa Narodowego kwotę 6 mld starych złotych na naprawę uszkodzonych przez powódź w lipcu 1997 r. kilku zabytkowych obiektów kościelnych na terenie diecezji opolskiej, a ponadto z różnych źródeł pozyskał również łączną kwotę 8,2 mld starych złotych na rewitalizację uszkodzonych przez powódź czterech zabytkowych obiektów należących do Zgromadzenia Sióstr Franciszkanek Szpitalnych: Domu Starców wraz z kościółkiem św. Aleksego w Opolu przy ul. Szpitalnej 16, Domu Niepełnosprawnych Dzieci w Krosnowicach k. Kłodzka (woj. dolnośląskie), Domu Sióstr Emerytek Franciszkanek Szpitalnych w Jurandowie k. Kłodzka (woj. dolnośląskie) oraz na konserwację zabytkowego parku z ogrodzeniem i na wybudowanie windy w Domu Prowincjalnym Sióstr Franciszkanek Szpitalnych w Oldrzychowicach k. Kłodzka (woj. dolnośląskie).
Wspomagał materialnie Diecezjalny Dom Samotnej Matki i Dziecka w Opolu-Grudzicach i monarowski Dom Samotnej Matki i Dziecka w Zopowach (pow. głubczycki), Schronisko św. Brata Alberta w Bielicach, Schronisko dla Bezdomnych „Barka” w Strzelcach Opolskich, Domowe Hospicjum dla Dzieci w Opolu, a także (przekazując sprzęty, ornaty i naczynia liturgiczne) działającego od 1991 r. na dawnych Kresach Wschodnich ks. infułata Ludwika Rutynę (zm. 2010) w dziele podnoszenia z ruin zniszczonych przez sowiecki komunizm tamtejszych polskich kościołów katolickich na terenie archidiecezji lwowskiej (w dawnym dekanacie Buczacz). W 1993 r. – z przeznaczeniem dla odremontowanego kościoła w Potoku Złotym k. Buczacza – zawiózł tam specjalnie wykonaną replikę zabytkowego obrazu Matki Boskiej Złotopotockiej, którego oryginał, wywieziony w 1945 r. w czasie powojennej repatriacji Polaków, znajduje się obecnie w kościele parafialnym w Wabienicach k. Bierutowa na Dolnym Śląsku (archidiecezja wrocławska).

## Inicjatywy po roku 2000
W roku 2000 był pomysłodawcą i inicjatorem budowy pierwszego na Śląsku Opolskim pomnika papieża Jana Pawła II na Górze św. Anny, odsłoniętego 25.06.2000 r. (autorzy projektu architektonicznego: Krystyna i Jacek Kucharzewscy), w roku jubileuszu 2000-lecia chrześcijaństwa. Zorganizował w tym celu ogólnospołeczną zbiórkę pieniędzy. Zebrano w gotówce 170 tys. złotych; łączna wartość tej inwestycji w gotówce i darach materialnych i społecznej pracy wykonawców wyniosła 600 tys. złotych.
Również w 2000 r. opracował i wydał własnym sumptem w nakładzie 1000 egz. ścienną mapę diecezji opolskiej, którą przekazał do wszystkich parafii, instytucji diecezjalnych, placówek zakonnych i bibliotek na terenie diecezji opolskiej.
W latach pracy kurialnej i radiowej udzielał się także duszpastersko, m.in. głosząc konferencje i kazania dla młodzieży, sióstr zakonnych oraz ok. 60 serii nauk misyjnych i rekolekcyjnych w Wielkim Poście i Adwencie w parafiach diecezji opolskiej i gliwickiej. Zorganizował i poprowadził pielgrzymki diecezjalne: dla księży – do Lourdes (1987) i na dawne Kresy Wschodnie (Ukraina – 1987, 1989) oraz dla osób świeckich – do Rzymu (1987), Ziemi Świętej (1992) i Lourdes (2008, 2011).
Od 18 marca 2007 do 2018 był proboszczem parafii św. Jerzego w Prószkowie k. Opola, gdzie m.in. w 2007 r. wykonał generalny remont zabytkowej plebanii z połowy XVIII w. (koszty inwestycji – 200 tys. zł), pozyskał – na mocy ustawy Państwo-Kościół z 1989 r. – na własność parafii prószkowskiej 13,5 ha ziemi ornej w Wydrowicach k. Niemodlina i 0,5 ha w Surowinie (gmina Łubniany) oraz nabył od prywatnych właścicieli 0,5 ha gruntu w Przysieczy na powiększenie tamtejszego placu przykościelnego.
W 2009 r. przeprowadził gruntowny remont dwu kościołów, a mianowicie: remont dachu zabytkowego kościoła parafialnego w Prószkowie z 1687 r., który jest perłą architektury sakralnej śląskiego baroku (koszty wymiany pokrycia dachu i wieży oraz remont szczytowych partii murów świątyni wyniosły 500 tys. zł) i kościoła filialnego w Przysieczy z 1925 r. (koszty generalnego remontu kościoła wyniosły 350 tys. zł), który stał się lokalnym sanktuarium św. Jana Pawła II – jego wizerunek znajduje się bowiem w głównym ołtarzu tej świątyni, a od 06.01.2012 r. świątynia w Przysieczy posiada również relikwie św. Jana Pawła II, pozyskane (15.12.2011 r.) od kard. S. Dziwisza, metropolity krakowskiego, dawniej wieloletniego sekretarza papieża Jana Pawła II. Od dnia beatyfikacji regularnie każdego miesiąca, przy licznym udziale wiernych, odprawiane jest tu nabożeństwo ku czci św. Jana Pawła II, jako patrona małżeństw, dzietności małżeństw i rodzin.
W początkach 2014 r. przyczynił się do pozyskania wysokiej klasy samochodu gaśniczego dla Ochotniczej Straży Pożarnej w Prószkowie, a od lipca do września 2014 r. przeprowadził remont wzmocnienia skarpy i najbardziej uszkodzonej i zagrożonej części muru oporowego wokół zabytkowego kościoła parafialnego w Prószkowie. Koszty przedsięwzięcia wyniosły 530 tys. zł. Większość tej kwoty (300 tys. zł) pochodziła z uzyskanej po wielu staraniach dotacji Ministerstwa Kultury i Dziedzictwa Narodowego, a reszta (czyli ok. 130 tys. zł) była wkładem własnym parafii i pochodziła z kolekt i darowizn parafian (65 tys. zł) oraz ze sprzedaży kolejnej książki kucharskiej ks. A. Hanicha, pt. „Smaki polskie i opolskie” (65 tys. zł), z której dochód, zgodnie z życzeniem autora, został przeznaczony na ten cel.
W lutym i marcu 2015 r. we wszystkich ogólnopolskich mediach promował – zamontowaną u wejścia do kościoła w Prószkowie – ze względów higienicznych – pierwszą w Polsce elektroniczną kropielnicę, która bezdotykowo, przy pomocy fotokomórki, dozuje kilka kropel wody święconej na dłoń wchodzących do kościoła.

## Działalność naukowa
Studiował w Wyższym Seminarium Duchownym w Nysie-Opolu i na Wydziale Teologicznym Katolickiego Uniwersytetu Lubelskiego w latach 1969–1975. Studia licencjackie z teologii odbył w latach 1977–1980 na Papieskim Fakultecie Teologicznym we Wrocławiu, uzyskując tam w 1980 r. licencjat rzymski (kanoniczny) z teologii. Studia specjalistyczne (doktoranckie) kontynuował w Instytucie Pastoralnym KUL w latach 1980–1982. Doktorat nauk teologicznych w zakresie teologii pastoralnej uzyskał 25 kwietnia 1991 r. na Katolickim Uniwersytecie Lubelskim na podstawie rozprawy doktorskiej pt. Ruch pielgrzymkowy na Górze św. Anny w latach 1945–1985, a stopień naukowy doktora habilitowanego nauk teologicznych w zakresie historii Kościoła uzyskał 18 lutego 2009 r. na podstawie dysertacji habilitacyjnej pt. Czas przełomu. Kościół katolicki na Śląsku Opolskim w latach 1945–1946 (Opole 2008) Tytuł profesora zwyczajnego nauk humanistycznych w zakresie historii uzyskał na podstawie nominacji Prezydenta Rzeczypospolitej Polskiej Bronisława Komorowskiego z dnia 19.12.2014 r., wręczonej w Pałacu Prezydenckim w Warszawie dnia 21.01.2015 r.
W latach 1991–1994 był wykładowcą liturgiki w opolskiej filii KUL, a w latach 1994–1997 adiunktem na Wydziale Teologicznym Uniwersytetu Opolskiego.
W semestrze zimowym roku akademickiego 2009/2010 prowadził wykłady zlecone z historii religii i dziejów kultury na Wydziale Zarządzania i Komunikacji Społecznej Uniwersytetu Jagiellońskiego w Krakowie.
Od 1 kwietnia 2009 r. etatowo zatrudniony jest w charakterze pracownika naukowego w PIN-Instytucie Śląskim w Opolu, najpierw na stanowisku docenta, od 1.10.2010 r. profesora nadzwyczajnego, a od 1 stycznia 2016 r. profesora zwyczajnego – w Zakładzie Badań Historycznych, Niemcoznawczych i Bohemistycznych – jako drugi duchowny w osiemdziesięcioletnich dziejach Instytutu Śląskiego – po kapłanie diecezji katowickiej, autorze pionierskiej pracy socjologicznej pt. „Śląsk jako problem socjologiczny. Próba analizy.” z 1934 r., bł. ks. dr Emilu Szramku, zamęczonym przez hitlerowców w obozie koncentracyjnym w Dachau w 1942 r.
W latach 2003–2007 i 2012–2016 był (i jest) członkiem Rady Naukowej Państwowego Instytutu Naukowego–Instytutu Śląskiego w Opolu oraz członkiem Kuratorium Stowarzyszenia Instytut Śląski w Opolu, a także (od 2012 r.) członkiem Rady Redakcyjnej „Studiów Śląskich” – periodyku naukowego PIN–Instytutu Śląskiego w Opolu oraz (od 2012 r.) Rady Naukowej „Pro Lusatia”– Opolskich Studiów Łużycoznawczych, wydawanych przez Stowarzyszenie Polsko-Serbołużyckie Pro Lusatia i Instytut Historii Uniwersytetu Opolskiego.
Delegowany przez Radę Naukową Instytutu Śląskiego do udziału w obradującym w Warszawie w dniach 27-28 maja 2013 r. XXII Forum Sprawozdawczo-Wyborczym 117 Instytutów Badawczych (technicznych, przyrodniczych, rolniczych, medycznych i humanistycznych), został na nim wybrany członkiem 31-osobowej Rady Głównej Instytutów Badawczych VIII (3-letniej) kadencji jako (pierwszy z Opolszczyzny) reprezentant 9 instytutów humanistycznych działających w Polsce. Na jego zaproszenie Rada ta odbyła swoje wyjazdowe posiedzenie na Opolszczyźnie, w Prószkowie, w dniach 16 i 17 czerwca 2014 r., uświetniając obchody 80-lecia Instytutu Śląskiego w Opolu.

## Publikacje
Jest autorem prac zwartych (książek):
- tekstu do ilustrowanego albumu: Góra św. Anny – sanktuarium diecezji opolskiej (wyd. 1 – Aschaffenburg 1985, wyd. 2 – Opole 1987, wyd. 3 – Opole 1993) oraz jego wersji niemieckojęzycznej: St. Annaberg – ein oberschlesischer Wallfahrtsort (Opole 1993) – przy czym nakład wszystkich wydań obu wersji językowych albumu wyniósł łącznie 70 000 egz.;
- Skorowidz nazw miejscowości diecezji opolskiej – polsko-niemiecki i niemiecko-polski / Ortsnamenverzeichnis der Diözese Opole (Oppeln) – polnisch-deutsch und deutsch-polnisch” (Opole 1997),
- monografii historyczno-pastoralnej pt. Góra św. Anny – centrum pielgrzymkowe Śląska Opolskiego – 1945–1999 (Opole 1999),
- Radio diecezji opolskiej na tle mediów katolickich w Polsce w latach 1989–2002 (Opole 2002)
- trylogii historycznej dotyczącej wojennych i bezpośrednio powojennych dziejów Kościoła katolickiego na Śląsku Opolskim, złożonej z monografii: Czas przełomu. Kościół katolicki na Śląsku Opolskim w latach 1945–1946 (Opole 2008) – jest to rozprawa habilitacyjna autora oraz dwu kolejnych książek: Martyrologium duchowieństwa Śląska Opolskiego w latach II wojny światowej (Opole 2009) i Dekanaty i parafie Administracji Apostolskiej Śląska Opolskiego w latach 1945–1946 (Opole 2009)
- Ksiądz infułat Bolesław Kominek, pierwszy administrator apostolski Śląska Opolskiego (1945–1951), (Opole 2012).
- Pamięć o kresowych korzeniach tożsamości (Opole 2010);
- Źródła do dziejów Prószkowa/ Quellen zur Geschichte von Proskau (Opole 2012),
- Ksiądz Bolesław Kominek. Wspomnienia i dokumenty pastoralne pierwszego administratora apostolskiego Śląska Opolskiego (1945–1951) (Opole 2012)
- dwu bestsellerowych książek kucharskich: Opolszczyzna w wielu smakach. Skarby dziedzictwa kulinarnego. 2200 wypróbowanych i polecanych przepisów na przysmaki kuchni domowej (Opole 2012) oraz Smaki polskie i opolskie. Skarby dziedzictwa kulinarnego. 2500 wypróbowanych i polecanych przepisów na przysmaki kuchni domowej (Opole 2014)

Autor 125 artykułów naukowych i popularnonaukowych, głównie z historii Kościoła na Górnym Śląsku, opublikowanych w: „Studiach Śląskich” – roczniku naukowym Państwowego Instytutu Naukowego – Instytutu Śląskiego w Opolu, „Studiach Teologiczno-Historycznych Śląska Opolskiego” – roczniku naukowym Wydziału Teologicznego Uniwersytetu Opolskiego, „Śląsku Opolskim” – kwartalniku Państwowego Instytutu Naukowego – Instytutu Śląskiego w Opolu, „Wiadomościach Urzędowych Diecezji Opolskiej” oraz w prasie katolickiej i regionalnej,
w tym m.in.:
- Język mieszkańców Śląska Opolskiego w połowie XIX w. w świetle danych kościelnych, „Śląsk Opolski” 1996, nr 4, s. 9–12;
- Język mieszkańców Opola i okolicy przed drugą wojną światową wg źródeł kościelnych, „Śląsk Opolski” 1998, nr 4, s. 16–19;
- Język mieszkańców archiprezbiteratu bytomskiego przed II wojną światową według źródeł Kościoła katolickiego, „Zaranie Śląskie” 2001, z 3/4, s. 141–153;
- Kościół na Śląsku Opolskim wobec stanu wojennego. W 20-lecie wprowadzenia, „Śląsk Opolski” 2002, nr 1, s. 47–53;
- Likwidacja „stanu tymczasowości administracji kościelnej” na Śląsku Opolskim przez władze komunistyczne w 1951 r., „Śląsk Opolski” 2003, nr 2, s. 24–30;
- Relacje państwo – Kościół katolicki w czasach Władysława Gomułki i Edwarda Gierka (1956–1980) ze szczególnym uwzględnieniem Śląska Opolskiego, „Studia Śląskie” 2005, t. 64, s. 95–117;
- Kościół katolicki na Śląsku Opolskim w okresie przejścia z państwowości niemieckiej do polskiej (1945–1946), w: Kościół opolski w PRL, praca zbior. red. M. Worbs, Opole 2007, s. 105–131;
- Duchowni z Kresów Wschodnich na Śląsku Opolskim po II wojnie światowej, w: Powojenne losy inteligencji kresowej, praca zbior. red. E. Trela-Mazur, Opole 2007, s. 125–169;
- Wysiedlenie śląskich księży i sióstr zakonnych ze Śląska Opolskiego przez władze komunistyczne w 1954 roku (współaut. ks. A. Sitek), w: Stalinizm i rok 1956 na Górnym Śląsku, red. A. Dziurok, B. Linek, K. Tarka, Katowice-Opole-Kraków 2007, s. 145–207;
- Wprowadzenie języka polskiego do duszpasterstwa na Śląsku Opolskim w 1945 r., „Studia Teologiczno-Historyczne Śląska Opolskiego” 2008, t. 28, s. 237–254;
- Wokół podróży biskupa katowickiego Stanisława Adamskiego do Wrocławia i po Śląskim Opolskim w maju i czerwcu 1945 r. (wybór dokumentów), „Studia Śląskie” 2009, t. 68, s. 235–309;
- „Noc kryształowa” z 9./10.11.1938 roku i „ostateczne rozwiązanie kwestii żydowskiej” na Śląsku Opolskim w latach II wojny światowej, „Rocznik Polsko-Niemiecki” 2009, nr 17, s. 103–113;
- Uwarunkowania i przebieg powojennej „repatriacji” Polaków z Kresów Wschodnich na Śląsk Opolski (1945–1946), w: Pamięć o kresowych korzeniach tożsamości, red. ks. A. Hanich, Opole 2010, s. 17–53.

## Nagrody i wyróżnienia
Wyróżniony przez:
- Stolicę Apostolską w połowie 2003 r., na wniosek arcybiskupa A. Nossola, papieskim tytułem kapelana Jego Świątobliwości (jest to godność prałacka przyznawana przez Stolicę Apostolską na wniosek ordynariusza diecezji za „pracę i zasługi duszpasterskie w Kościele lokalnym”),
- Ministra Kultury i Dziedzictwa Narodowego Kazimierza M. Ujazdowskiego 12.04.2007 r. srebrną odznaką „Za opiekę nad zabytkami” (legitymacja nr 3580),
- Marszałka Województwa Opolskiego Józefa Sebestę 06.06.2008 r. odznaką honorową Za zasługi dla Województwa Opolskiego (legitymacja nr 136/2008),
- Radę Nadzorczą i Zarząd Wojewódzkiego Funduszu Ochrony Środowiska i Gospodarki Wodnej w Opolu w czerwcu 2010 r. statuetką W trosce o środowisko – za wieloletnią działalność proekologiczną,
- Katowicką i Opolską Izbę Gospodarczą Złotym Laurem Umiejętności i Kompetencji za rok 2011 (z pominięciem Lauru Srebrnego) w kategorii „Pro Publico Bono” przyznawanym „autorytetom moralnym i najwybitniejszym reprezentantom nauki, oświaty, kultury i sztuki” (wręczenie Lauru odbyło się 10.01.2012 r. podczas uroczystej gali w Teatrze im. J. Kochanowskiego w Opolu).
- Zarząd Województwa Śląskiego i Zarząd Województwa Opolskiego za szczególny wkład w naukę i kulturę Śląska w 2014 r. Nagrodą im. Karola Miarki[15]
- Regionalną Izbę Gospodarczą w Katowicach za wkład w naukę i kulturę Śląska Platynowym Laurem Umiejętności i Kompetencji[16].